# ZAB-2.5T
ZAB-2.5T (ros. ЗАБ-2.5Т) – radziecka bomba zapalająca małego wagomiaru przenoszona w bombach kasetowych RBK. Zawiera 1,4 kg środka zapalającego.